# Demoverze
Demoverze (anglicky demoware, trialware) je komerční software dostupný zdarma ve verzi, která je omezená v jednom či více směrech.
Nejčastější omezení:
- program funguje jen po určitý počet dnů od instalace
- omezený počet spuštění programu (určený počet spuštění)
- omezený počet dnů užívání (každý den, kdy je program používán, se počítá)
- ukončení se po nastavené časové periodě (typicky mezi 5 a 60 minutami)
- omezený počet použití některých důležitých funkcí (například vypalování CD)
- zabraňuje uložit projekty nebo soubory (např. u editorů zvuku a 3D modelingu)
- vkládání identifikačních značek do výstupů (např. u grafických editorů).

Tento software obvykle schovává uvnitř počítačového systému kód (v Microsoft Windows to často bývá někde v registrech), který znesnadňuje pokusy o „vynulování“ testovacího období. Pokud chce uživatel používat program i po skončení testovacího období, je nucen zakoupit si registrační kód.
Výraz „demoverze“ se vztahuje také na software, který funguje pouze jako demonstrační ukázka, předváděná koncovému zákazníkovi. Cílem je ukázat zákazníkovi, jak bude program vypadat a fungovat. Demo by mělo působit reálněji, než jiné specifikační podklady. Funkčnost, jejíž implementace je v plánu v budoucnu, je v demu omezena (například u připravované webové aplikace může být demoverzí série statických HTML stránek). Tento druh demoverzí se často využívá při startu softwaru k představení konceptu z reklamních letáčků, prezentaci pro obchodníky a potenciální investory. Toto je běžné převážně u velkých firem.